# Теория
Тео́рия (греч. θεωρία «созерцание, рассмотрение, исследование») — упорядоченная и обоснованная система взглядов, суждений, положений, позволяющая адекватно объяснять факты, анализировать процессы, прогнозировать и регулировать их развитие; уровень познания, на котором обобщаются и систематизируются знания о предмете исследования и формулируются понятия, категории, суждения, умозаключения.
Представляет собой наиболее глубокое и системное знание о необходимых сторонах, связях исследуемого, его сущности и закономерностях. Знания о закономерностях исследуемого в теории являются логически непротиворечивыми и основанными на каком-либо едином, объединяющем начале — определённой совокупности исходных теоретических или эмпирических принципов.
Теория выступает как информационная модель синтетического знания, в границах которой отдельные понятия, гипотезы и законы теряют прежнюю автономность и становятся элементами целостной системы. В теории одни суждения выводятся из других суждений на основе практических подтверждений и/или правил логического вывода.
Теории формулируются, разрабатываются и проверяются в соответствии с научным методом. Теории предшествует гипотеза, получившая воспроизводимое подтверждение. Теория или сочетающиеся между собой теории становятся учением (см. также доктрина).
Важное свойство теории — способность прогнозировать, на основе которой выполняется её верификация. Некоторые применяют словосочетания «популярная теория» и «непопулярная теория», кто и как определяет популярность и непопулярность, неизвестно.

## Функции теории
Любые теории обладают целым рядом функций. Обозначим наиболее значимые функции теории:
- теория обеспечивает использующего её концептуальными структурами;
- в теории происходит разработка терминологии;
- теория позволяет понимать, объяснять или прогнозировать различные проявления объекта теории.
- теория предсказывает появление определённых факторов.

## Проверка теории
Как правило, большинство исследователей считают, что стандартным методом проверки теорий является прямая экспериментальная проверка («эксперимент — критерий истины»). Однако часто теорию нельзя проверить прямым экспериментом (например, теорию о возникновении жизни на Земле), либо такая проверка слишком сложна или затратна (макроэкономические и социальные теории), и поэтому теории часто проверяются не прямым экспериментом, а по наличию предсказательной силы — то есть если из неё следуют неизвестные/незамеченные ранее события, и при пристальном наблюдении эти события обнаруживаются, то предсказательная сила присутствует.
На самом деле взаимоотношение «теория — эксперимент» более сложное. Поскольку теория уже отражает объективные явления, ранее проверенные экспериментом, то нельзя делать подобные выводы. В то же время, поскольку теория строится на основе законов логики, то возможны заключения о явлениях, не установленные ранними экспериментами, которые и проверяются практикой. Однако эти выводы необходимо уже называть гипотезой, объективность которой, то есть перевод этой гипотезы в ранг теории, и подтверждается экспериментом. В этом случае эксперимент не проверяет теорию, а уточняет или расширяет положения этой теории.
Обобщая, прикладная цель науки — предсказывать будущее как в наблюдательном (аналитическом) смысле — описывать ход событий, на который мы не можем повлиять, так и в синтетическом — создание посредством технологии желаемого будущего. Образно говоря, существо теории в том, чтобы связывать воедино «косвенные улики», вынести вердикт прошлым событиям и указать, что будет происходить в будущем при соблюдении определённых условий.

## Развитие теории
При появлении более общей, более точной теории старая теория становится частью или элементом этой общей теории (принцип соответствия). Например, классическая механика Ньютона является предельным приближением более общих теорий: квантовой и релятивистской механики, а геометрия Евклида вместе с гиперболической геометрией Лобачевского и эллиптической геометрией Римана являются частными случаями более общей Римановой геометрии.
В математической логике есть чёткое определение теории (см. Дедуктивная теория, Теория Молнията).
Теории могут носить как общефилософский, так и частный, применимый для определённой отрасли знания, характер. Примерами последних могут служить:
- Теория «Смысл ↔ Текст» в лингвистике
- Теория r-K отбора в экологии